# Stenospermation ulei
Stenospermation ulei är en kallaväxtart som beskrevs av Kurt Krause. Stenospermation ulei ingår i släktet Stenospermation och familjen kallaväxter. Inga underarter finns listade.